# Osceola, Nebraska
Osceola är administrativ huvudort i Polk County i Nebraska. Enligt 2020 års folkräkning hade Osceola 875 invånare.

## Kända personer från Osceola
- Stanley K. Hathaway, politiker